# Shakespeare & Hathaway investigatori privati
Shakespeare & Hathaway investigatori privati (Shakespeare & Hathaway: Private Investigators) è una serie televisiva britannica creata da Paul Matthew Thompson e Jude Tindall.
La serie è prodotta dalla BBC Birmingham e dalla stessa squadra di produzione di Doctors, Land Girls, Padre Brown, The Coroner e WPC 56. È ambientata a Stratford-upon-Avon.
La prima stagione viene trasmessa dal 22 febbraio 2018 su BBC One. Una seconda serie di dieci episodi è stata trasmessa dal 25 febbraio 2019. Una terza serie di dieci episodi è stata trasmessa il 3 febbraio 2020. Una quarta serie di dieci episodi è stata commissionata per essere trasmessa nel 2021.
In italiano, la serie va in onda nella Svizzera italiana su RSI LA1 dal 10 febbraio 2019. In Italia, viene trasmessa dal 4 agosto 2019 su Rai 2.

## Trama
L'ex ispettore Frank Hathaway, ora un investigatore privato pieno di debiti, incontra Luella Shakespeare quando lo assume per indagare sul fidanzato che ha incontrato online. Hathaway e il suo assistente, Sebastian Brudenell, scoprono che il suo fidanzato è un truffatore e lo riferisce a Luella, ma lei si fida del suo fidanzato e le nozze vanno avanti. Quando il suo nuovo marito viene ucciso alla reception, Luella viene sospettata di omicidio dall'ispettore della polizia locale Christina Marlowe che era la ex fidanzata di Frank. Luella indaga insieme a Frank e Sebastian per svelare il mistero di ciò che è accaduto e, dopo che il suo nome è stato cancellato, usa i risparmi recuperati per pagare Frank. L'unico collega di Frank è Sebastian Brudenell aspirante attore che usa le sue abilità quando sono richieste indagini sotto copertura. Vive sopra la costumista teatrale Gloria Fonteyn.

## Personaggi e interpreti

### Personaggi principali
- Luella Shakespeare interpretata da Jo Joyner, ex parrucchiera e proprietaria di un salone di bellezza, si reinventa come investigatrice privata in società con Hathaway.
- Frank Hathaway interpretato da Mark Benton, ex detective della polizia congedato, si reinventa come investigatore privato prendendo sotto la sua ala Shakespeare.

- Sebastian Brudenell interpretato da Patrick Walshe McBride, assistente e aspirante attore e gay dichiarato.

- Christina Marlowe (serie 1–2) interpretata da Amber Agar, detective di polizia.
- Joseph Keeler interpretato da Tomos Eames, sergente investigativo di polizia.
- Gloria Fonteyn interpretata da Roberta Taylor
- Viola Deacon (serie 3) interpretata da Yasmin Kaur Barn, agente di polizia.

## Episodi
| Stagione         | Episodi | Prima TV Regno Unito | Prima TV Italia |
| ---------------- | ------- | -------------------- | --------------- |
| Prima stagione   | 10      | 2018                 | 2019            |
| Seconda stagione | 10      | 2019                 | 2020            |
| Terza stagione   | 10      | 2020                 | 2021            |
| Quarta stagione  | 10      | 2022                 |                 |